# Liste der Kulturgüter in Lucens
Die Liste der Kulturgüter in Lucens enthält alle Objekte in der Gemeinde Lucens im Kanton Waadt, die gemäss der Haager Konvention zum Schutz von Kulturgut bei bewaffneten Konflikten, dem Bundesgesetz vom 20. Juni 2014 über den Schutz der Kulturgüter bei bewaffneten Konflikten sowie der Verordnung vom 29. Oktober 2014 über den Schutz der Kulturgüter bei bewaffneten Konflikten unter Schutz stehen.
Objekte der Kategorien A und B sind vollständig in der Liste enthalten, Objekte der Kategorie C fehlen zurzeit (Stand: 1. Januar 2023).

## Kulturgüter
| Foto |                                                                          | Objekt | Kat. | Typ | Standort                           | Beschreibung |
| ---- | ------------------------------------------------------------------------ | --- | ---- | --- | ---------------------------------- | --- |
| ja   | Datei hochladen · Wikidata zu Schloss Lucens (Q2969752)                  | Schloss Lucens / Château de Lucens KGS-Nr.: 06220                                                                                                 | A    | G   | Rue du Château 20 553976 / 173452  | Umfasst Bergfried, Anbau, Nebengebäude, Wehrturm und Schloss, Tor und Wehrerker, Pförtnerhaus, Zugbrücke, Terrasse, Stütz- und Umfassungsmauern, Brunnen und Sainte-Agnès-Kapelle. |
| ja   | Datei hochladen · Wikidata zu Sherlock Holmes Museum (Lucens) (Q3329347) | Sherlock-Holmes-Museum / Musée Sherlock Holmes KGS-Nr.: 06221                                                                                     | B    | S   | Rue des Greniers 7 554098 / 173385 | |
| BW   | Datei hochladen · Wikidata zu (Q29891106)                                | Essert Joly, eisenzeitliches Oppidum, mittelalterliche Feudalmotte / Essert Joly, oppidum de l’âge du fer, motte féodale médiévale KGS-Nr.: 14665 | B    | F   | 553770 / 173732                    | |